# Seychellernes flag
Seychellernes flag blev antaget den 18. juni 1996. Farvebåndene skal symbolisere et dynamisk nyt land som bevæger sig ind i fremtiden: Den blå farve skal genspejle himmelen og havet som omkranser Seychellerne, den gule farve skal symbolisere sol som giver lys og liv, den røde farve skal repræsentere folket og dets gå i gang mod for at arbejde mod fremtiden. Det hvide felt står for social retfærdighed, og det grønne felt land og naturen.
| Flag | Spire Denne artikel om flag eller vexillologi er en spire som bør udbygges. Du er velkommen til at hjælpe Wikipedia ved at udvide den. |